# Jakusz z Romiszowic
Jakusz z Romiszowic (Jakub z Romiszowic, Warzelina, Koprzywnicy) herbu Jelita (ur. II poł. XIV – zm. I poł. XV w.) – cześnik sieradzki (1383–1390), kasztelan rozpierski (1398–1404)
Syn cześnika sieradzkiego Dziwisza Romiszowskiego z Romiszewic i Mierzyna i jego żony, córki Andrzeja z Koprzywnicy. Wnuk wojewody sieradzkiego Klemensa z Mierzyna. 
Właściciel dworu obronnego (fortalicjum) w Romiszewicach (1388).
Miał braci: 
- Dziwisza z Romiszowic, kasztelana spicymierskiego (1384–1409), ożenionego z Heleną, a później z Anną z Suchcic

- Jarosława z Mierzyna, stolnika i cześnika sieradzkiego (1394), ożenionego z Agnieszką

- Klemensa z Chodowa, sędziego sądeckiego (1378–1383), kasztelana kazimierskiego (1374–1406), ożenionego z Michną, a potem Małgorzatą

Jakusz miał synów: Mikołaja z Rąbienia, Zasława z Warzelina i Jarosława z Romiszewic.